# Top Dog FC 8
Top Dog Fighting Championship 8 — Восьмой номерной турнир кулачной спортивной лиги Top Dog, прошедший 16 апреля 2021 года в Большом купольном зале Дворца Спорта «Крылья Советов», Москва, Россия.

## Раскрутка турнира
10 апреля вышел официальный тизер и анонс 8-го турнира Top Dog. 13 апреля 2021 года, за 3 дня до турнира, вышло видео с официальной пресс конференцией 8-го номерного турнира. Главным анонсом данного события стал не сколько анонсированный бой Тимура Мусаева с Дмитрием Кузнецовым, как анонс и подписание контракта на бой между основателем лиги Топ Дог, Данилом Алеевым, и его несостоявшимся соперником, Артёмом Тарасовым, поединок между которыми обговаривался более года. Данный бой был анонсирован на 10-й номерной турнир, который к моменту подписания контракта предполагался на июнь-июль 2021 года.
Дмитрий «Анубис» Кузнецов провалил взвешивание, и должен был быть оштрафован на 30 % гонорара, но Тимур «Золотой» Мусаев согласился на штраф в 10 %, но после поединка заявил что деньги пойдут не в его пользу, а на благотворительность. Кузнецов показал перевес в 3 кг.

## Ход главных поединков
16 апреля состоялся 8-й номерной турнир кулачной лиги Top Dog. В главном бою вечера встретились Тимур «Золотой» Мусаев и Дмитрий «Анубис» Кузнецов. В первом раунде «Золотой» был эффективнее, и случился эпизод в котором он потряс соперника, но Кузнецов сумел устоять на ногах, и не упал на настил. Хотя после удара, Золотой даже отошёл в сторону, предполагая что будет нокдаун, и судья сам укажет ему отойти пока идёт отсчёт. Второй раунд вышел самым близким и сложным для подсчётов. В третьем было убедительное преимущество Анубиса, и он часто «проваливал» «Золотого», и Мусаев часто срывал атаки соперника падениями. Обошлось устными предупреждениями, и раунд ушёл в копилку Кузнецова со стандартным счётом 10:9. Первоначальный вердикт судей стал объявлением победы раздельным решением судей Тимура Мусаева. Дмитрий Кузнецов с решением не спорил.
В третьем из главных поединков Павел Шульский в первом раунде нокаутировал своего оппонента Максима Литвинца, и сразу же после объявления результата состоялся анонс его предстоящего боя с Гаджи Наврузовым за чемпионский перстень.

## Список поединков
| №  | Весовая категория                                        |                                                |                              |        |                                     |          | Способ                | Раунд | Время | Примечание                       |
|    |                                                          | Главные бои (велась прямая трансляция)         |                              |        |                                     |          |                       |       |       |                                  |
| 15 | Промежуточная (до 67 кг)                                 | 70,0 кг                                        | Дмитрий «Анубис» Кузнецов    | ничья* | Тимур «Золотой» Мусаев              | 66,8 кг  | Раздельным решением   | 3     | 2:00  | Бой в договорном весе (до 67 кг) |
| 14 | Полусредняя (до 85 кг)                                   | 77,3 кг                                        | Валерий «Валера» Заботин     | поб.   | Михаил «Черкес» Авакян              | 76,4 кг  | Единогласным решением | 3     | 2:00  | [ 11 ]                           |
| 13 | Тяжёлая (свыше 94 кг)                                    | 98 кг                                          | Павел Шульский               | поб.   | Максим «Литва» Литвинец             | 114 кг   | Нокаутом              | 1     | 1:03  | [ 12 ]                           |
| 12 | Полутяжёлая (до 94 кг)                                   | 88,1 кг                                        | Рустам «Астероид» Мухитдинов | поб.   | Антон «Харон» Шипачёв               | 90,2 кг  | Нокаутом              | 2     | 0:41  | [ 13 ]                           |
|    |                                                          | Предварительные бои (велась прямая трансляция) |                              |        |                                     |          |                       |       |       |                                  |
| 11 | Тяжёлая (свыше 94 кг)                                    | 117 кг                                         | Герман «Отличник» Скобенко   | поб.   | Олег Бородин                        | 105,6 кг | Техническим нокаутом  | 3     | 2:50  |                                  |
| 10 | Полусредняя (до 77 кг)                                   | 77,3 кг                                        | Адильжан «Адос» Сандибеков   | поб.   | Юрий «Ассириец» Рябой               | 77,2 кг  | Раздельным решением   | 3     | 2:00  | [ 14 ]                           |
| 9  | Лёгкая (до 70 кг)                                        | 69,5 кг                                        | Алексей «Мельник» Мельников  | поб.   | Владислав «Палач» Сурков            | 69,6 кг  | Нокаутом              | 3     | 1:57  | [ 15 ]                           |
| 8  | Полулёгкая (до 64 кг)                                    | 64 кг                                          | Майк «Вооружённый» Стиценко  | ничья  | Арут «Молодой» Хачатрян             | 64 кг    | Единогласным решением | 3     | 2:00  | [ 16 ]                           |
| 7  | Лёгкая (до 70 кг)                                        | 69,2 кг                                        | Даник «Веснёнок» Весненок    | поб.   | Данила «Мастер» Утенков             | 68 кг    | Единогласным решением | 3     | 2:00  | [ 17 ]                           |
| 6  | Тяжёлая (свыше 94 кг)                                    | 102 кг                                         | Евгений «13-й воин» Ганин    | поб.   | Герман «Голландец» Ванденвин        | 95 кг    | Нокаутом              | 1     | 1:14  |                                  |
|    | Ранние предварительные бои (прямая трансляция не велась) |                                                |                              |        |                                     |          |                       |       |       |                                  |
| 5  | Полулёгкая (до 64 кг)                                    | 63,5 кг                                        | Фарзон «Фарик» Чулибаев      | поб.   | Алишер «Памирский мотиватор» Якубов | 64,3 кг  | Единогласным решением | 3     | 2:00  | [ 18 ]                           |
| 4  | Полусредняя (до 77 кг)                                   | 76,9 кг                                        | Махмуд «Шахматист» Мусалов   | поб.   | Максим «Смирный» Смирнов            | 76,8 кг  | Нокаутом              | 3     | 0:25  | [ 18 ]                           |
| 3  | Лёгкая (до 70 кг)                                        | 70,3 кг                                        | Иса «Тандовский» Исаев       | поб.   | Андрей Василиади                    | 69,3 кг  | Единогласным решением | 3     | 2:00  | [ 18 ]                           |
| 2  | Лёгкая (до 70 кг)                                        | 69,9 кг                                        | Камал «Камикадзе» Гасанов    | поб.   | Эдем «Джон» Зейралиев               | 70,0 кг  | Единогласным решением | 3     | 2:00  | [ 19 ]                           |
| 1  | Лёгкая (до 70 кг)                                        | 69,5 кг                                        | Алисафа Мардалиев            | поб.   | Валерий Шевырёв                     | 66,9 кг  | Решением судей        | 3     | 2:00  |                                  |

- Первоначальный судейский вердикт поединка Кузнецова и Мусаев — победа Мусева раздельным решением. Позже результат был пересмотрен и изменён.

### Бонусы
«За зрелищный бой»: Даник Весненок (100 тыс. рублей. Бонус от титульного спонсора Pin-Up.ru)

«За зрелищный бой»: Майк Стиценко — Арут Хачатрян (100 тыс. рублей. (по 50 тыс. каждому) Бонус от титульного спонсора Pin-Up.ru)

«Самый яркий боец»: Павел Шульский (100 тыс. рублей. Бонус от спонсора Волгограднефтемаш)

«Бой вечера»: Майк Стиценко — Арут Хачатрян

## После турнира
После объявления результат главного поединка, большинство зрителей и поклонников кулачных боёв остались недовольны вердиктом. В официальном видео поединка, выпущенном на Ютуб канале Топ Дог, 22 апреля 2021 года, в конце видео было объявление что Топ Дог оставляет за собой право пересматривать спорные судейские решения, и была продемонстрирована карточка главного судьи Топ Дога, Сиденко Дениса Анатольевича, в котором был показан разбор всех раундов по ударам, и судейский вердикт был изменён на ничью.
22 апреля, на ютуб канале другой кулачной лиги Hardcore FC, её основатель Анатолий Сульянов заявил о нарушении условий контракта Антона Шипачёва, который выступил на 8-м турнире Top Dog. Сульянов заявил что его команда подала в суд, Шипачёв в этот же день опубликовал заявление что у него нет контракта с Сульяновым.

## Рейтинги
29 апреля 2021 года впервые был представлен рейтинг полулёгкого веса (до 64 кг). Данный рейтинг сал первым из опубликованных рейтингов организации Топ Дог
| Полулёгкий вес | Полулёгкий вес                       | Полулёгкий вес |
| -------------- | ------------------------------------ | -------------- |
| Ч              | Искандар «Шеф-повар» Зияев (3-0)     | чмп            |
|                |                                      |                |
| 1              | Анис «Охотник» Чилаев (2-0)          |                |
| 2              | Михаил «Лусан» Сукиасян (2-0)        |                |
| 3              | Тимур «Золотой» Мусаев (3-1-1)       |                |
| 4              | Гази «Зохан» Газимагомедов (1-0)     |                |
| 5              | Валерий «Орёл» Особов (1-1)          |                |
| 6              | Рамазан «Камазист» Муртазалиев (1-1) |                |
| 7              | Иван «Охранник» Мошкарёв (1-0)       |                |
| 8              | Николай «Ebosher» Терехов (1-0)      |                |
| 9              | Майк «Стиценко» Вооружённый (0-1-1)  |                |
| 10             | Арут «Молодой» Хачатрян (0-0-1)      |                |